# L'innominato (film 1909)
L'innominato è un cortometraggio muto del 1909 diretto da Mario Caserini.

## Distribuzione
- Francia: ottobre 1909, come "Le innominé"
- Germania: come "Der Ungennante"
- Italia: come "L'innominato"
- Spagna: come "El innominado"